# Suore Bene-Tereziya
Le Suore Bene-Tereziya (in francese Sœurs Bene-Tereziya) sono un istituto religioso femminile di diritto pontificio.

## Storia
La congregazione delle Figlie di Santa Teresa fu fondata il 3 ottobre 1931 dal padre bianco Julien Gorju, primo vicario apostolico di Urundi. Il 26 ottobre 1939 la congregazione di Propaganda fide concesse a Antoine-Hubert Grauls, successore di Gorju, il nihil obstat per l'erezione canonica dell'istituto.
In origine la direzione dell'istituto e la formazione delle religiose fu affidata alle Suore missionarie di Nostra Signora d'Africa ma il 15 gennaio 1954 la congregazione si rese autonoma.

## Attività e diffusione
Le suore si dedicano all'insegnamento scolastico e catechistico e alla cura dei malati   .
Oltre che in Burundi, sono presenti in Camerun, Ciad e Tanzania; la sede generalizia è a Gitega.
Alla fine del 2015 l'istituto contava 478 religiose in 78 case.